# Malus spectabilis
Malus spectabilis är en rosväxtart som först beskrevs av William Aiton, och fick sitt nu gällande namn av Moritz Moriz Balthasar Borkhausen. Malus spectabilis ingår i släktet aplar och familjen rosväxter. Inga underarter finns listade i Catalogue of Life.
Malus spectabilis når maximal en höjd av 8 meter. Trädet blommar i april och maj och frukterna mognar i augusti och september.
Ursprungliga bestånd av arten förekommer i Kina i provinserna Hebei, Jiangsu, Liaoning, Qinghai, Shaanxi, Shandong, Sichuan, Yunnan och Zhejiang. Detta äppleträd växer i regioner som ligger 500 till 2000 meter över havet. Dessutom odlas Malus spectabilis i regionens trädgårdar. Trädet kan uthärda frost.
Liksom frukten från det vanliga äppelträdet (Malus domestica) är artens frukt ätbar.
Lavarna av skalbaggen Anoplophora chinensis som är ett skadedjur för olika träd av citrussläktet och för andra fruktträd utvecklas bra på Malus spectabilis. Om Malus spectabilis själv påverkas är inte känd. Ursprungliga bestånd hotas av trädfällningar för att skapa plats åt odlingsmark. Det är ofta oklart vad som är ursprungliga populationer. IUCN listar arten med kunskapsbrist (DD).

## Bildgalleri

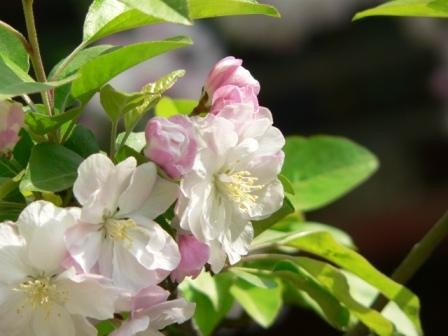
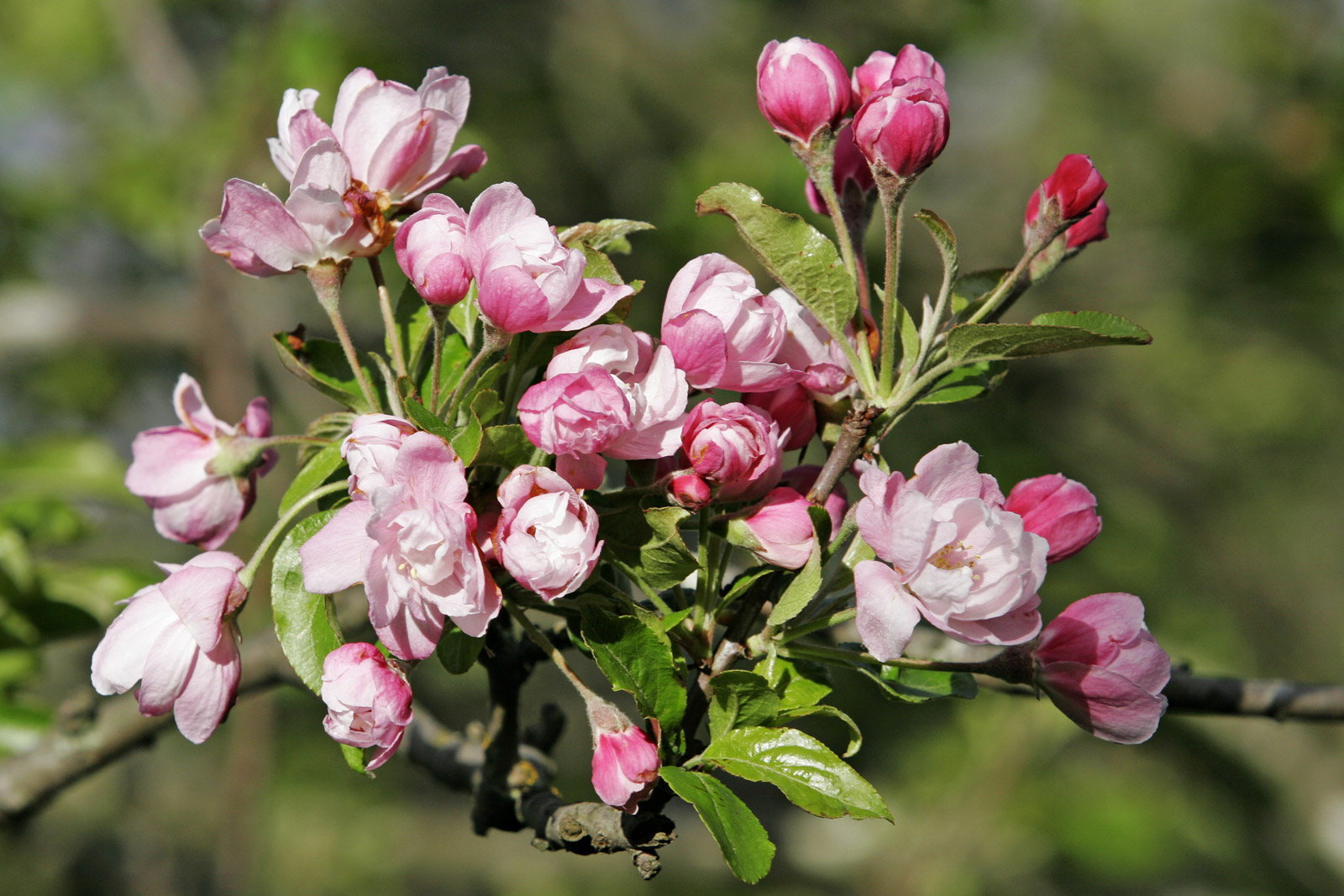